# Michel Méral
Michel Méral est un auteur français de bande dessinée né en 1968.

## Biographie
Il débute dans le dessin animé et l'illustration après un diplôme obtenu à l'École Emile Cohl de Lyon. Il se lance dans la BD en reprenant en 1995, et à partir du tome 3, la série Cœur Brûlé chez Glénat, scénarisée par Patrick Cothias et jusque-là mise en image par Jean-Paul Dethorey.
Il lance en 2002 Grégor Kyralina, scénarisé par Makyo dans la collection Grafica chez Glénat.

## Publications
- Cœur brûlé, avec Patrick Cothias, Glénat :

1. La Robe noire, novembre 1995.
2. Saignements, décembre 1996.
3. Le Grand Blanc, février 1998.
4. Les Caprices de Gaston, mars 1999.
5. Le Comte de St-Germain, avril 2000.

- Gregor Kyralina, avec Pierre Makyo, Glénat :

1. Amour empoisonné, 2002[1].
2. Amour éclairé, 2004.